# 리스바흐
리스바흐(독일어: Riesbach)는 스위스 취리히시의 8구이다.

## 역사
이 구는 제펠트, 뮐레바흐 및 바이네크로 구성된다. 리스바흐는 이전에 독립적인 자치체였으나, 1893년 취리히에 통합되었다.

## 콰이안라겐
오래된 목욕탕이 소위 제우퍼안라게 부두 건설을 위해 자리를 잡았기 때문에 리스바흐의 독립 시정촌은 취리히호른에 티펜브루넨 욕장(1886)과 우토콰이에 제바트 우토콰이(1890) 2개의 새로운 목욕 시설을 지었다.
하펜 리스바흐는 리스바흐 항구 지역을 의미하며, 제펠트콰이와 블라터비즈 사이에 위치하고 있다. 항구 자체는 개인 소유의 선착장으로 사용되는 엥게 항구와 같다. 2004년, 리스바흐스트라세의 인기 있는 개방형 야외수영장에 ㅌ있는 오래된 키오스크는 건축가 안드레아스 푸리만과 가브리엘레 헤힐러가 설계한 다각형 정자로 교체되었으며, 지금은 작은 레스토랑이 있다. 제펠트콰이 뿐만 아니라 역사적인 콰이안라겐의 일부이며, 다양한 디자인 기간의 공원 디자인을 결합한다. 돌기둥 클라우스스터드원래 호수에 서 있었고 취리히 공화국의 중세 금지령의 경계 지정으로 사용되었다. 그곳에서 도시 어부들의 어업권도 종료되었고, 여기에서 아인지델른 수도원 순례자들은 기도와 노래의 음량을 낮추어 개신교 도시에 대한 영광을 증명했다. 부두 건설에 매립지이기 때문에 기둥은 공원 한가운데에 서 있다. 헨리 무어의 조각품은 〈양 조각〉(Sheep Piece)으로 1976년에 기증되었다. 스위스 건축가 르 코르뷔지에의 작품에 헌정된 미술관인 르코르뷔지에관은 제펠트콰이와 블라터비세 사이에 위치해 있다. 1993년 블라터비세와 벨레리베스트라세 사이에, 취리히 중국정원이 개장했다.

## 갤러리

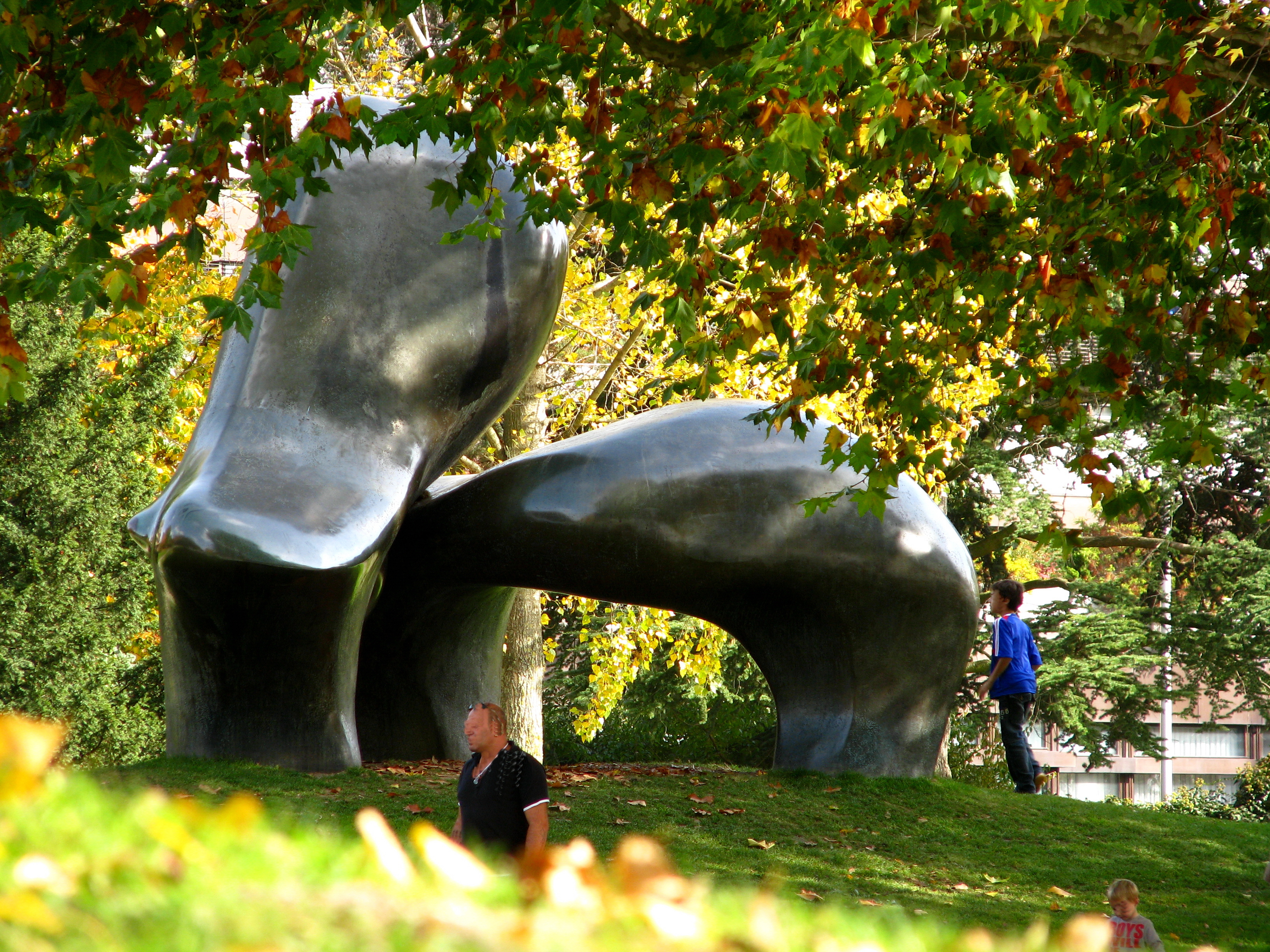
양 조각 by 헨리 무어 (하펜 리스바흐)
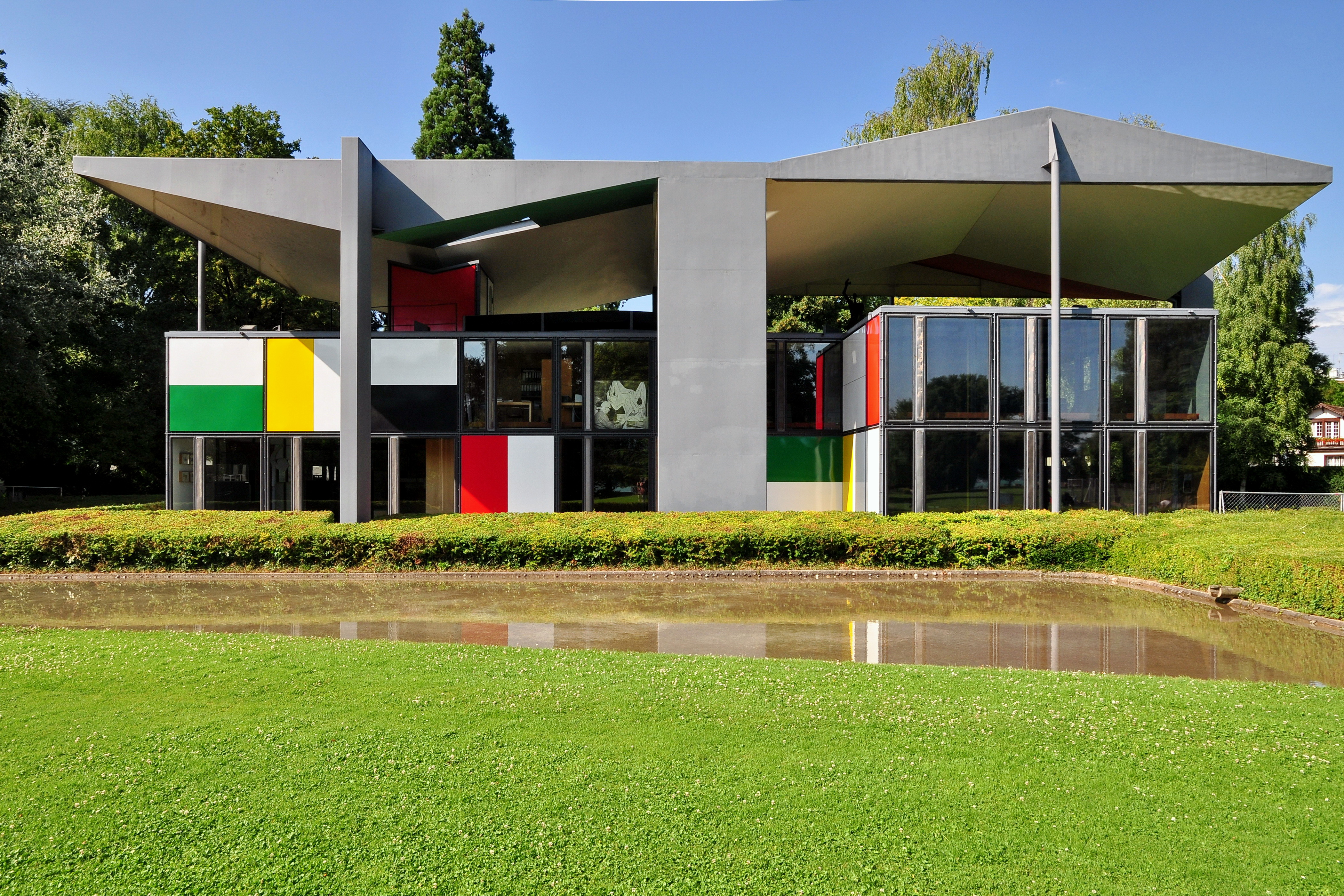
르코르뷔지에관
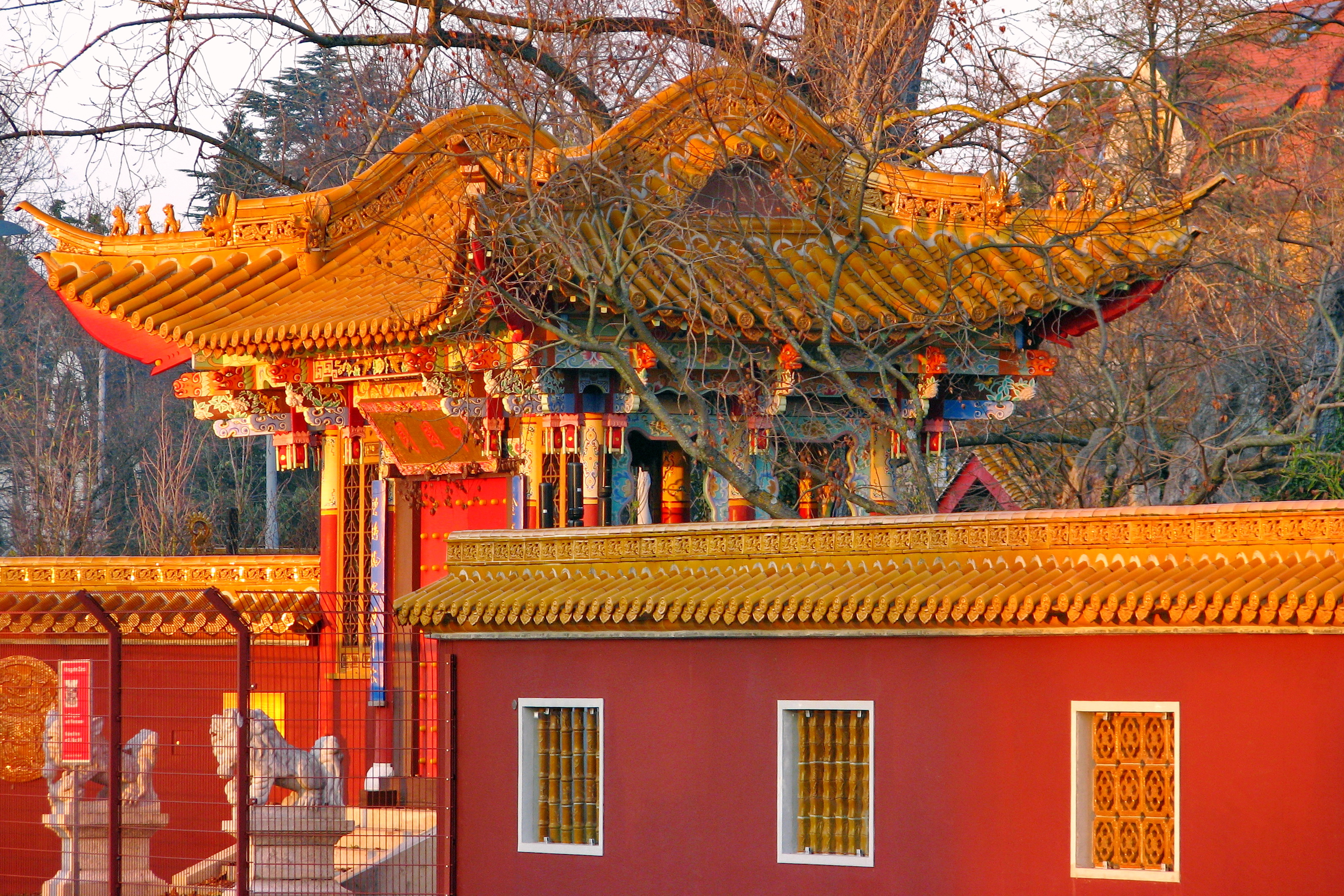
취리히 중국정원, 자매도시 쿤밍과 공동 작업
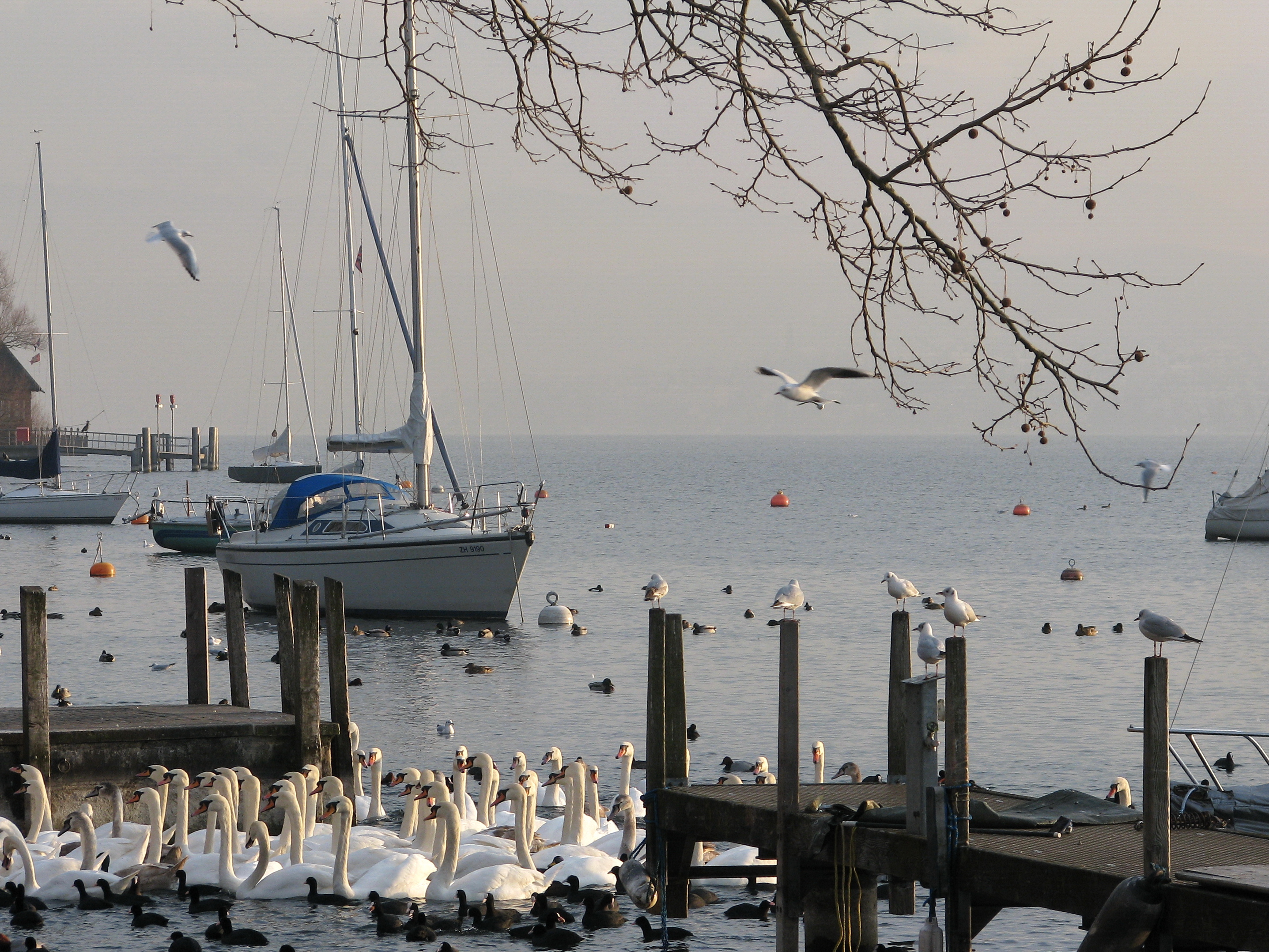
리스바흐 선착장